# Cafè bombó
El cafè bombó, biberó o cafè llépol és una mescla de cafè (generalment un cafè exprés) que s'endolceix amb llet condensada originari d'Alacant. Se sol servir en un vas de vidre transparent per tal de mostrar les capes de cafè i llet. La diferent densitat dels líquids fa que si no es remena el cafè quedi en la part superior, mentre que la llet condensada, més densa, va a la part inferior. En algunes ocasions se sol servir amb licor de crema de llet o licor de crema catalana en comptes de la llet condensada.